# Haby Guereve
Haby Wande Guereve, née le 6 février 2000, est une footballeuse malienne et joue comme milieu de terrain pour l'AS Monaco FF et l'équipe nationale féminine du Mali.

## Carrière

### En club
Guereve est un produit du Paris Saint-Germain. Ancienne joueuse de FC Rouen et de Bergerac Périgord FC en France, elle joue pour AS Monaco,. 

### En sélection
Guereve est sélectionnée dans l'équipe du Mali au niveau senior lors des qualifications pour la Coupe d'Afrique des Nations féminine 2022. 